# Distrito de Klagenfurt

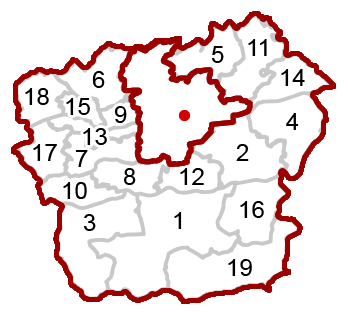
Mapa del Distrito de Klagenfurt-Land

Klagenfurt-Land es un distrito del estado de Carintia (Austria).

## División administrativa
El distrito de Klagenfurt-Land se divide en 19 municipios.

### Localidades con población (año 2018)
- Klagenfurt 100 369
- Ebenthal in Kärnten 7851
- Feistritz im Rosental 2506
- Ferlach 7141
- Grafenstein 2884
- Keutschach am See 2450
- Köttmannsdorf 3004
- Krumpendorf am Wörther See 3497
- Ludmannsdorf 1780
- Magdalensberg 3455
- Maria Rain 2584
- Maria Saal 3835
- Maria Wörth 1611
- Moosburg 4482
- Poggersdorf 3193
- Pörtschach am Wörther See 2751
- Schiefling am Wörthersee (Schiefling am See) 2651
- St. Margareten im Rosental 1099
- Techelsberg am Wörther See 2203
- Zell 609

### Municipios
En negrita se indican las ciudades, en cursiva las ciudades-mercado, mientras que los barrios, aldeas y otras subdivisiones de los municipios se indican con letras pequeñas.
- Ebenthal (en esloveno: Žrelec)  (2)
  - Aich an der Straße, Berg, Ebenthal, Goritschach, Gradnitz, Gurnitz, Haber, Hinterberg, Kohldorf, Kosasmojach, Kossiach, Kreuth, Lipizach, Mieger, Moosberg, Niederdorf, Obermieger, Obitschach, Pfaffendorf, Priedl, Radsberg, Rain, Reichersdorf, Rosenegg, Rottenstein, Saager, Sabuatach, Schwarz, Tutzach, Untermieger, Werouzach, Zell, Zetterei, Zwanzgerberg
- Feistritz im Rosental (en esloveno: Bistrica v Rožu)  (3)
  - Bärental, Feistritz im Rosental, Hundsdorf, Matschach, Rabenberg, St. Johann im Rosental, Suetschach, Weizelsdorf, Ladinach, Polana, Sala
- Ferlach (en esloveno: Borovlje)  (1)
  - Babniak, Bodental, Dörfl, Dornach, Ferlach, Glainach, Görtschach, Jaklin, Kappel an der Drau, Kirschentheuer, Laak, Laiplach, Loibltal, Otrouza, Rauth, Reßnig, Seidolach, Singerberg, Strau, Strugarjach, Tratten, Unterbergen, Unterferlach, Unterglainach, Unterloibl, Waidisch, Windisch Bleiberg
- Grafenstein (en esloveno: Grabštajn)  (4)
  - Aich, Althofen, Dolina, Froschendorf, Grafenstein, Gumisch, Haidach, Hum, Klein Venedig, Lind, Münzendorf, Oberfischern, Oberwuchel, Pakein, Pirk, Replach, Saager, Sabuatach, Sand, Schloss Rain, Schulterndorf, Skarbin, St. Peter, Tainacherfeld, Thon, Truttendorf, Unterfischern, Unterwuchel, Werda, Wölfnitz, Zapfendorf
- Keutschach am See (en esloveno: Hodiše)  (7)
  - Dobein, Dobeinitz, Höflein, Höhe, Keutschach, Leisbach, Linden, Pertitschach, Plaschischen, Plescherken, Rauth, Reauz, Schelesnitz, St. Margarethen, St. Nikolai
- Köttmannsdorf(en esloveno: Kotmara vas)  (8)
  - Aich, Am Teller, Gaisach, Göriach, Hollenburg, Köttmannsdorf, Lambichl, Mostitz, Neusaß, Plöschenberg, Preliebl, Rotschitzen, Schwanein, St. Gandolf, St. Margarethen, Thal, Trabesing, Tretram, Tschachoritsch, Tschrestal, Unterschloßberg, Wegscheide, Wurdach
- Krumpendorf (en esloveno: Kriva Vrba)  (9)
  - Görtschach, Krumpendorf, Nußberg, Pritschitz, Tultschnig
- Ludmannsdorf (en esloveno: Bilčovs)  (10)
  - Bach, Edling, Fellersdorf, Franzendorf, Großkleinberg, Ludmannsdorf, Lukowitz, Moschenitzen, Muschkau, Niederdörfl, Oberdörfl, Pugrad, Rupertiberg, Selkach, Strein, Wellersdorf, Zedras
- Magdalensberg (en esloveno: Štalenska Gora) (11)
  - Christofberg, Deinsdorf, Dürnfeld, Eibelhof, Eixendorf, Farchern, Freudenberg, Gammersdorf, Geiersdorf, Göriach, Gottesbichl, Großgörtschach, Gundersdorf, Haag, Hollern, Kleingörtschach, Kreuzbichl, Kronabeth, Lassendorf, Latschach, Leibnitz, Magdalensberg, Matzendorf, Ottmanach, Pirk, Pischeldorf, Portendorf, Reigersdorf, Schöpfendorf, Sillebrücke, St. Lorenzen, St. Martin, St. Thomas, Stuttern, Timenitz, Treffelsdorf, Vellach, Wutschein, Zeiselberg, Zinsdorf
- Maria Rain (en esloveno: Žihpolje)  (12)
  - Angern, Angersbichl, Ehrensdorf, Göltschach, Haimach, Maria Rain, Nadram, Oberguntschach, Obertöllern, Saberda, St. Ulrich, Stemeritsch, Strantschitschach, Toppelsdorf, Tschedram, Unterguntschach,Untertöllern
- Maria Saal (en esloveno: Gospa Sveta) (5)
  - Arndorf, Bergl, Dellach, Gröblach, Hart, Höfern, Judendorf, Kading, Karnburg, Kuchling, Lind, Maria Saal, Meilsberg, Meiselberg, Möderndorf, Poppichl, Poppichl, Pörtschach am Berg, Possau, Prikalitz, Ratzendorf, Rosendorf, Rotheis, Sagrad, St. Michael am Zollfeld, Stegendorf, Stuttern, Techmannsdorf, Thurn, Töltschach, Treffelsdorf, Walddorf, Willersdorf, Winklern, Wrießnitz, Wutschein, Zell, Zollfeld
- Maria Wörth (en esloveno: Otok)  (13)
  - Maiernigg, Maria Wörth, Oberdellach, Raunach, Reifnitz, Sekirn, St. Anna, Unterdellach
- Moosburg (en esloveno: Blatograd)  (6)
  - Ameisbichl, Arlsdorf, Bärndorf, Dellach, Faning, Freudenberg, Gabriel, Goritschitzen, Gradenegg, Hohenfeld, Knasweg, Knasweg, Krainig, Kreggab, Malleberg, Moosburg, Nußberg, Obergöriach, Polan, Prosintschach, Ratzenegg, Rosenau, Seigbichl, Simislau, St. Peter, Stallhofen, Tigring, Tuderschitz, Untergöriach, Unterlinden, Vögelitz, Wielen, Windischbach, Windischbach-Gegend, Witsch, Witsch, Ziegelsdorf
- Poggersdorf (en esloveno: Pokrče)  (14)
  - Ameisbichl, Annamischl, Eibelhof, Eiersdorf, Erlach, Goritschach, Haidach, Kreuth, Kreuzergegend, Krobathen, Lanzendorf, Leibsdorf, Linsenberg, Pischeldorf, Poggersdorf, Pubersdorf, Rain, Raunachmoos, St. Johann, St. Michael ob der Gurk, Ströglach, Wabelsdorf, Wirtschach
- Pörtschach am Wörthersee (en esloveno: Poreče ob Vrbskem jezeru) (15)
- Sankt Margareten im Rosental (en esloveno: Šmarjeta v Rožu) (16)
  - Dobrowa, Dullach, Gotschuchen, Gupf, Hintergupf, Homölisch, Niederdörfl, Oberdörfl, Sabosach, Seel, St. Margareten im Rosental, Trieblach
- Schiefling am See (en esloveno: Škofiče) (17)
  - Aich, Albersdorf, Auen, Farrendorf, Goritschach, Ottosch, Penken, Raunach, Roach, Roda, Schiefling, St. Kathrein, Techelweg, Zauchen
- Techelsberg (en esloveno: Dholica)  (18)
  - Arndorf, Ebenfeld, Greilitz, Hadanig, Karl, Pavor, Pernach, Saag, Schwarzendorf, Sekull, St. Bartlmä, St. Martin am Techelsberg, Tibitsch, Töpriach, Töschling, Trabenig, Trieblach
- Zell (en esloveno: Sele) (19)
  - Zell-Freibach, Zell-Homölisch, Zell-Koschuta, Zell-Mitterwinkel, Zell-Oberwinkel, Zell-Pfarre, Zell-Schaida

(Los números entre paréntesis se corresponden con los números que aparecen en el plano de la derecha.)